# HIStory (Asche-Lied)
HIStory ist ein Lied des deutschen Rappers Asche, das Anfang Januar 2021 erschienen ist.
Es ist eine Antwort auf ein Video des YouTubers und Rappers Mois, das sich gegen ihn richtet, und die darin erhobenen Vorwürfe der Lüge bei Angaben zu seiner Herkunft. Im über 18-minütigen Lied erläutert Asche seine Lebensgeschichte und die seiner Vorfahren. Der fünfte Part stellt zudem einen Disstrack gegen Mois dar.

## Hintergrund
Asche betonte häufig in seinen Liedern, dass er aus Tschetschenien stamme und dort seine Kindheit verbracht habe. Asches Angaben zufolge sei er halber Ukrainer und halber Tschetschene. Seine Identität als Tschetschene ist dabei ein elementarer Bestandteil seiner Songs. In Songs und Interviews hat er auch davon erzählt, dass er als Flüchtlingskind nach Deutschland gekommen ist, nachdem 1994 der Krieg dort ausbrach. Seine Mutter habe ihm zudem den Namen Amir Israil gegeben. Auf den Credits der meisten seiner Lieder wird er als Amir Israil Aschenberg gelistet, auf zwei Tracks jedoch als Christoph Konrad Aschenberg. In einem Interview mit TV Strassensound von 2015, das fünf Jahre später aus dem Netz genommen wurde, bejahte er außerdem die Frage des Moderators Davud, ob er 1989 in der tschetschenischen Stadt Grozny geboren und 1995 nach Deutschland gekommen sei. Asche ergänzte zudem, dass er sich mit vier Jahren nur an sehr wenige Dinge aus seiner Zeit in Tschetschenien erinnern kann.

### Video von Mois
Im Januar 2021 veröffentlichte der tschetschenischstämmige YouTuber und Rapper Mois ein über 20 Minuten langes Video über Asches Nationalität. Es wurde auf seinem Hauptkanal mit 1,85 Millionen Abonnenten mit dem Titel Deutschrap ist jetzt wirklich fresher den je (er hat ganix gemakt) hochgeladen und erreichte nach einem Tag circa 700.000 Aufrufe und nach zweieinhalb Tagen über eine Million Aufrufe. Darin erzählte Mois, dass er Asches Musik seit seiner Kindheit kenne, ihn dann vor ein paar Jahren einige Male getroffen und den Kontakt zu Kollegah vermittelt habe, auch wenn sich Asche bisher heute nicht bei ihm dafür bedankt habe. Für sowas würde man laut ihm normalerweise 20 Prozent der Einnahmen bekommen. Er gab auch preis, dass er Kollegah damals erzählt hat, er würde Asche seit zwölf Jahren kennen, damit er ihn signe. Dies sei jedoch eine Lüge gewesen und er hätte Asche erst an dem Tag persönlich kennengelernt, an dem er gesignt wurde. Des Weiteren behauptete er im Video, vor einiger Zeit Recherche betrieben und herausgefunden zu haben, dass Asche in Wahrheit kein Tschetschene sei, obwohl er seit zwölf Jahren darüber rappe. Mois unterstellte ihm zudem, dass er vermutlich kein Wort Tschetschenisch verstehe und mit seiner Identität als Tschetschene sowohl seine Freunde als auch Fans angelogen und getäuscht habe. Zudem sagte er, dass er Asche drei Wochen lang vergeblich versucht habe zu kontaktieren.
Mois untermauerte seine Aussagen mit einem angeblichen Bild des Personalausweises von Asche, den er von dessen Videographen erhalten habe. Auf dem Personalausweis ist u. a. als Vorname Christoph Konrad, als Geburtsort die polnische Stadt Gliwice und als Geburtsjahr 1983 angegeben. Mois zitierte auch Asches Textzeile Shalom, lehitraoat und spielte damit indirekt auf eine jüdische Herkunft von ihm an. Zu Asche sagte er außerdem, dass er möglicherweise eine Persönlichkeitsstörung habe und nannte ihn einen Tschetschenen geboren im Körper eines Polen. Er warf ihm auch vor, dass er seine Nase mehrmals operiert habe, um so einem Tschetschenen mehr zu ähneln. Er spielte daraufhin einen Ausschnitt aus dem Lied Xmassaker ab, in dem Asche den Kontrahenten mit den Worten Doch treffen wir uns, brauchst diesmal du eine Nasen-OP disst.

### Reaktionen auf Mois Video
Asche kündigte kurz nach 0 Uhr, Stunden nachdem Mois Video erschienen war, auf Instagram an, dass ein Statement dazu kommen werde. Am Tag darauf gab er bekannt, dass dieses in musikalischer Form sein werde. Einen weiteren Tag später betonte er in einer Videoansage nochmal sein Vorhaben und schoss zusätzlich gegen einige Kollegen, die sich nun gegen ihn stellten und über Dinge reden würden, über die sie keine Ahnung hätten. Der YouTuber BossXplosive, der sich mit Deutschrap befasst, veröffentlichte bereits am Abend nach Mois Video in seiner Instagram-Story und auf Twitter mehrere mögliche Theorien. Asche reagierte auf eine Theorie, nach der es sein könne, dass sich seine Eltern als polnische Aussiedler ausgegeben und absichtlich falsche Daten in den Personalausweis eingetragen haben, um so einen unbefristeten Aufenthalt zu bekommen, bei ihm privat mit einem Beifall-Emoji. In einem anderen Tweet zweifelte der YouTuber die Echtheit von Asches vermeintlichem Ausweis in Mois Video an. Laut ihm müsse darauf anstatt Gleiwitz (Polen) eigentlich Gliwice stehen. Im Internet wurde auch gemutmaßt, dass es sich um einen abgesprochenen „Promo-Move“ von Mois und Asche handeln könnte.
Der YouTuber und Streamer Marvin California, der in Kontakt zu Asche steht und in der Vergangenheit auch schon einmal ein Interview mit Mois geführt hat, startete am selben Abend einen viereinhalbstündigen Twitch-Livestream, in dem es primär um die Anschuldigungen gegen Asche geht. Er gab dort u. a. auch bekannt, bereits schon Tage zuvor von einer Quelle, die er nicht namentlich nennen will, von dem Gerücht erfahren und daraufhin zahlreiche Telefonate diesbezüglich geführt habe. Er könne aber letztendlich nicht genau sagen, ob das Gerücht nun stimme, und wolle sich auch kein abschließendes Urteil bilden, ohne die andere Seite gehört zu haben. Marvin könne aber versichern, dass dies kein Promo-Move sei und deutete darauf an, dass eine Antwort von Asche kommen wird. In einem anderen Stream am darauffolgenden Tag sagte er, dass dahinter eine komplexe Geschichte stecke, die von Mois zwar ins Rollen gebracht wurde, aber dies nicht die ganze Geschichte sei und vieles vermutlich auch verzerrt worden war.
Zwei Tage später meldete sich Zelimkhan Tajdaev, ein tschetschenischstämmiger Freund von Mois, zu Wort und erklärte, dass er selbst die Geschichte um Asche aufgedeckt habe. Er kritisierte Asche, dass er auch ein falsches Bild von Tschetschenen vermitteln würde, da er in seinen Texten von Gewalt und Kriminalität rappt.
Der Rapreporter Rooz diskutierte in seinen Streams mit Rappern wie Fler, PA Sports und Sinan-G darüber. Darin gab er preis, bereits vor langer Zeit von diesen Gerüchten gehört zu haben. Sami und SadiQ, die mit Asche vor einigen Jahren im selben Label waren, zeigten sich in einem fast dreistündigen Twitch-Livestream, auf dem Sami größtenteils auf das Statement von Mois reagiert, verwundert und geschockt von den Vorwürfen. Laut Sami hätte Asche ihm öfters Kriegsgeschichten erzählt.
An den darauffolgenden Tagen machte SadiQ mehrere Livestreams. Er behauptete dort u. a., dass er dies mache, weil er sich für echten deutschen Rap einsetzen wolle und sich „verarscht“ fühle. Er habe 100-prozentige Quellen und sehr viele Beweise gegen ihn und herausgefunden, dass Asche aus einem wohlhabenden Elternhaus komme und beide Elternteile Polen sind, und forderte ihn auf, dies zuzugeben. Er warf Asche vor, dass er ihn hintergangen, seinen Glauben verstellt, seine Mutter und Schwester Chirurginen seien und er sich Gesichtszüge machen sowie sich selbst seine Narbe zugefügt habe, da diese laut ihm eine Zeit lang mit jedem weiteren Tag „frischer“ wurde. Die Narbe im Gesicht ist eines von Asche Markenzeichen und diese trägt er bereits in Musikvideos, lange vor seinem Signing bei SadiQ. In seinem ersten Statement stellte er zudem noch die Theorie im Raum, dass Asche womöglich vom Geheimdienst beauftragt wurde, um ihn und andere Rapper auszuspionieren, da er damals vom Verfassungsschutz beobachtet wurde und mit ihm auch über private Dinge gesprochen habe, und forderte Kollegah auf, zu handeln. Von der Theorie distanzierte er sich später.
Da SadiQ neben Asche auch Bushido und Baba Saad als Beispiele für Rapper bezeichnete, die sich am Ende als „fake“ herausgestellt haben, kam es im weiteren Verlauf zu neuen Verwerfungen zwischen SadiQ auf der einen und Bushido, Baba Saad und Animus auf der anderen Seite. SadiQ führte nach Mois Video auch Diskussionen mit mehreren Leuten, u. a. mit Ali Bumaye und Arafat Abou-Chaker. Beide beschwichtigten SadiQ. Arafat sagte, dass es ihm letztendlich egal sei, von wo jemand nun herkommt oder welche Religion er hat und dieser sich am Ende nur selbst belüge, wenn er sich als etwas ausgibt, was er nicht ist. Zudem betonte er, dass er keinen Grund sehe, sich über Asche lustig zu machen oder auf ihn „rumzuhacken“, zumal so gut wie alle Rapper seiner Meinung nach auch nicht wirklich „real“ seien und über Dinge in Liedern rappen, die sie nicht erlebt haben, und sehr viele Leute muslimische Namen tragen, aber gleichzeitig beispielsweise klauen, „dealen“ oder in den „Puff“ gehen, was mit dem muslimischen Glauben ebenfalls nicht konform sei. Laut ihm habe jeder eine gewisse Doppelmoral. Letztendlich sei das Thema für Asche auch die beste Promo, da alle über ihn reden, ob nun positiv oder negativ.
Tage nach Mois Video meldete sich auch der Rapper Sentino zu Wort und behauptete, dass Asche „fake“ sei, da er für ihn geschrieben habe. Asche behauptete zuvor im Song XMassaker, dass noch nie jemand ihm eine Zeile geschrieben habe. Gerüchten zufolge stammt die melodiöse Gesangshook aus dem Lied Yayo aus Sentinos Feder. Sentino ist auf dem Lied auch in den Credits gelistet.

## Musikvideo und Inhalt
Das Musikvideo dauert fast 21 Minuten und wurde im Gegensatz zu anderen Liedern von Asche nicht auf Kollegahs Kanal Alpha Music Empire, sondern auf Asches eigenem YouTube-Kanal veröffentlicht. Es erreichte nach 18 Stunden über eine Million Aufrufe und bis heute über 3 Millionen Aufrufe auf YouTube (Stand: 6. April 2021). Einen Tag später wurde der Song auch in Form einer EP auch auf diversen Download- und Streamingplattformen veröffentlicht, nachdem dies zahlreiche Kommentare unter dem Video forderten. Zeitgleich erschien auch Asches vorheriger Track XMassaker zum Download und Streaming, zu dem es zuvor ebenfalls lediglich ein Musikvideo gab.
Der Titel spielt auf das Album HIStory – Past, Present and Future Book I und die Single HIStory von Michael Jackson an. Das Cover der EP ist dabei ebenfalls an das Album von Jackson angelehnt.
Der Track wurde von Asche geschrieben, von Johnny Illstrument, Asche und Fade (Nis Leander Karstens) produziert und von YuPanther abgemischt. Das Musikvideo hat GH.TV (Gowand Hussein) gedreht und geschnitten.
Das Lied ist in sechs Teile (1942, Gulag, Polen, Nie 1 Rapper, HIStory, Ich geh meinen Weg) untergliedert, die sich durch einen anderen Beat unterscheiden. Dabei wird zeitlich chronologisch die Lebensgeschichte von ihm und seiner Vorfahren Schritt für Schritt ausgearbeitet, beginnend mit der Geburt seiner Großmutter. Die einzelnen Teile stellen hierbei die verschiedenen Zeitabschnitte dar. Eine einzige Ausnahme stellt der vierte Teil HIStory dar, der sich gegen Mois richtet. Bereits im dritten Teil Nie 1 Rapper wurden Mois, SadiQ und Sentino angegriffen. Der dritte Teil ist zeitgleich auch eine bewusste Anspielung an die Single Nie ein Rapper von Bushido und Baba Saad aus dem Jahr 2005, die als ein Klassiker im deutschen Hip-Hop gilt. Asche verwendete hierfür dasselbe Sample, Bushido steht im „Beef“ mit Mois, SadiQ und Sentino.
In HIStory räumt Asche ein, dass seine Großmutter (geb. 1942) Hawa/Hava „aus dem Volk der Wainachen“ war. Wainachen ist in der heutigen Zeit eine Bezeichnung für Tschetschenen und Inguschen. Seine Großmutter wurde laut seiner jetzigen Darstellung als junge Hebamme nach dem Zweiten Weltkrieg von Magas, Inguschetien nach Kasachstan in ein Gulag gebracht und lernte dort seinen Großvater kennen (geb. 1945 in Kasachstan), der einer anderen verfolgten Minderheit angehörte. Nach der Entlassung der beiden aus dem Gulag wurde sein Vater geboren. Asches Großeltern flohen mit dem Sohn nach Polen. Weiter erzählt Asche, dass seine Mutter in Lublin zur Welt kam, wo sein Vater sie kennenlernte und er später als Christoph Konrad geboren wurde. Ende der 1980er Jahre kamen sie mit gefälschten Papieren nach Deutschland, wo sie ins Grenzdurchgangslager Friedland gebracht wurden. Ziel dieser Ausreise war, dass seine Mutter in Deutschland behandelt werden konnte. Asche war damals fünf Jahre alt. Von dort kam er weiter nach Bochum und entschied sich bei der Identitätssuche für seine tschetschenische Herkunft. Zu seiner Verteidigung führt er weiterhin an, dass er seitdem für die Tschetschenen in Deutschland alles getan habe, was ihm möglich war (etwa Hilfe als Dolmetscher). Zudem habe er weiter auf das Schicksal der Region aufmerksam machen wollen und daher häufig über Tschetschenien gerappt und vorgehabt, seine komplizierte Herkunft langsam aufzudecken. Er habe nur „ein bisschen geflunkert, doch mit der Fassade ist jetzt Schluss“.
Für besondere Kontroverse sorgte die Disszeile „Der ganze Ostblock steckt in mir wie Se*** Mama“ im sechsten Teil Ich geh meinen Weg. Das letzte Wort wurde dabei im Song zensiert. Mois verstand die Line als ein Diss gegen seine Frau und seinen Sohn Seyfullah. Sentino hingegen bezog sie auf sich selbst. Am darauffolgenden Tag veröffentlichte Asche auf Instagram eine Tonspur der unzensierten Zeile, in der man das Wort „Sentino“ heraushören kann. Mois beschuldigte Asche jedoch, das Wort bewusst zensiert zu haben, so dass man es auch gegen ihn interpretieren könne. Außerdem teilte er später einen inzwischen gelöschten Beitrag, indem Asche vorgeworfen wird, den Namen „Sentino“ in der Tonspur erst nachträglich bearbeitet zu haben.

## Reaktionen
Sentino veröffentlichte mehrere Ansagen, in denen er Asche u. a. beleidigte, sowie wenig später den Disstrack Aschenputtel. Darin wiederholte er seine Ghostwriter-Vorwürfe und warf ihm vor, auch den Text zu HIStory nicht selbst geschrieben zu haben. Sami behauptete in seinem Stream hingegen, er könne bestätigen, dass Asche, als er sein Labelkollege war, nie einen Ghostwriter gehabt und alles selbst geschrieben habe.
Mois, der in HIStory mehrere Minuten lang thematisiert wurde, griff Asche in mehreren Instagram-Storys mit Beleidigungen an. Am nächsten Tag antwortete er in einem 30 Minuten langen Video auf den Song von Asche und kritisierte, dass Asche durch die Kritik an Mois vom Thema ablenke und HIStory nur zu Promozwecken für sein Album veröffentlicht habe, statt einfach zu seiner Herkunft zu stehen. Zudem bezog er zu ausgewählten Punkten aus dem Track Stellung. Im Internet wurde kritisiert, dass unter dem Video zahlreiche kritische Kommentare gelöscht wurden. Das Video erreichte innerhalb von 11 Stunden über eine Million Aufrufe und wurde Stunden später wegen Verstößen gegen die Richtlinien von YouTube entfernt sowie Mois Hauptkanal für eine Woche „gestriked“. Des Weiteren wurden auch mehrere Storys von Mois von Instagram aus selben Grund gesperrt, nachdem sie gemeldet wurden. Er warf in beiden Fällen Asche vor, dahinter zu stecken.
Mois kündigte nach seinem Statement an, einen Disstrack gegen Asche zu veröffentlichen. Am darauffolgenden Tag erschien der zehn Minuten lange Track Nur noch Asche mit Musikvideo auf dem YouTube-Kanal Keller. Der Song wurde komplett von Mois Signing Maestro gerappt. Darin stellt er sich auf Mois Seite, schießt gegen Asche und in einigen Lines auch gegen Kollegah, der sich bis dato aus dem Beef herausgehalten und Asches Song auch nicht repostet hat. So wirft er Kollegah u. a. fehlende Dankbarkeit und Loyalität vor. Zudem wurde in der Video-Beschreibung angekündigt, dass weitere Tracks folgen werden.